# Orthometopon hydrense
Orthometopon hydrense là một loài chân đều trong họ Trachelipodidae. Loài này được Schmalfuss miêu tả khoa học năm 1993.